# Мощинский, Мацей из Бнина
Мацей из Бнина Мощинский (ум. 1492/1493) — польский магнат, генеральный староста великопольский (с 1475), воевода калишский (с 1476) и познанский (с 1477), староста пшемысльский (1481—1492).

## Биография
Представитель польского магнатского рода Бнинских герба «Лодзя» из Великой Польши. Второй сын каштеляна гнезненского Петра Бнинского (1390—1448) и Эльжбеты Голутовской. Старший брат — каштелян сантоцкий Пётр из Бнина и Опаленицы (родоначальник рода Опалинских).
Род Бнинских происходил из города Бнина, в окрестностях Познани. В Самостжеле сохранился дворец семьи Бнинских.
В 1475 году Мацей из Бнина Мощинский стал генеральным старостой великопольским, а в 1476 году был назначен воеводой калишским. 3 мая 1477 года он стал воеводой познанским.

## Семья и дети
Был дважды женат. Его первой женой была Анна из Дебна. Вторично женился до 1467 года на Навойке из Конецполя (ум. 1531), дочери подкомория и старосты пшемысльского Николая из Конецполя (ум. 1464).
Дети от первого брака:
- Пётр
- Барбара (ум. после 1508), 1-й муж — староста белзский Анджей Кмита (ум. 1494), 2-й муж — каштелян войницкий Рафаил из Ярослава (1474—1507/1508)

Дети от второго брака:
- Иероним из Бнина Мощинский (ум. после 1533), староста уйсцский и пильский (родоначальник рода Мощинских)
- Ядвига, муж — Анджей Myjomski.